# ایسوزو جرنی
ایسوزو جرنی (Isuzu Journey) خودرویی است که از سال ۱۹۷۳ تا کنون تولید شده‌است. 
این خودرو در کلاس مینی‌بوس قرار گرفته و است. سیستم جعبه‌دندهٔ آن ۴ دنده به دو صورت خودکار و دستی است.

## نگارخانه

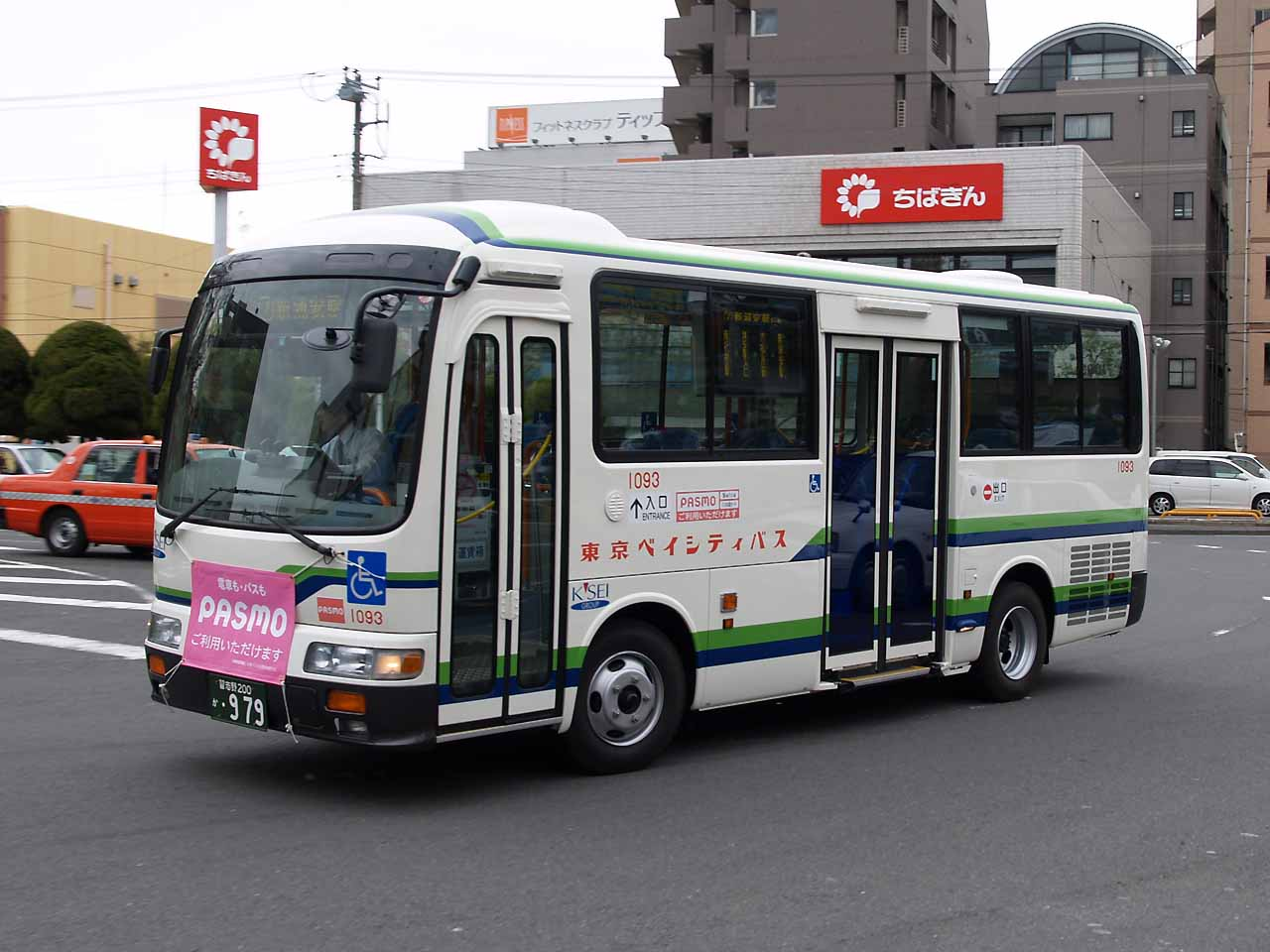